# دوبرمن ۳۰۲۲
سیارک ۳۰۲۲ (به انگلیسی: 3022 Dobermann، نامگذاری:1980SH) سه هزار و بیست و دومین سیارک کشف شده‌است که در ۱۶ سپتامبر ۱۹۸۰ کشف شد.
قدر مطلق سیارک برابر ۱۳٫۴۰ است.